# Liste der Kulturdenkmäler in Lautzenbrücken
In der Liste der Kulturdenkmäler in Lautzenbrücken sind alle Kulturdenkmäler der rheinland-pfälzischen Ortsgemeinde Lautzenbrücken aufgeführt. Grundlage ist die Denkmalliste des Landes Rheinland-Pfalz (Stand: 21. Dezember 2021).

## Einzeldenkmäler
| Bezeichnung | Lage                         | Baujahr                            | Beschreibung                                                          | Bild                           |
| ----------- | ---------------------------- | ---------------------------------- | --------------------------------------------------------------------- | ------------------------------ |
| Quereinhaus | Hauptstraße 16 Lage          | nach 1825                          | Fachwerk-Quereinhaus mit Niederlass, teilweise massiv, wohl nach 1825 | Fotos hochladen                |
| Brunnen     | Hauptstraße, bei Nr. 16 Lage | zweite Hälfte des 19. Jahrhunderts | gusseiserner Laufbrunnen, zweite Hälfte des 19. Jahrhunderts          | weitere Bilder Fotos hochladen |
| Quereinhaus | Hauptstraße 21 Lage          | vor 1825                           | verschiefertes Fachwerk-Quereinhaus, teilweise massiv, wohl vor 1825  | Fotos hochladen                |
| Quereinhaus | Hauptstraße 22 Lage          | vor 1825                           | Fachwerk-Quereinhaus, teilweise massiv, verkleidet, wohl vor 1825     | Fotos hochladen                |